# Muzeum Svatého Kříže na Hoře Svaté Anny
Muzeum Svatého Kříže na Hoře Svaté Anny, polsky Muzeum Krzyża Świętego na Górze Św. Anny, je muzeum na poutním místě Góra Świetej Anny ve gmině Leśnica v okrese Strzelce v jižním Polsku. Geograficky se nachází v pohoří Chełm, Opolském vojvodství a Horním Slezsku. Budova je památkově chráněna a nachází se v nadmořské výšce 369 m.

## Historie a popis
Netradiční muzeum svatého Kříže na Hoře Svaté Anny bylo otevřeno 1. června 2020. Nachází se v historické budově, která je zdejší nejstarší dochovanou budovou. Budovu v letech 1700-1709 postavila rodina von Gaschin, která se hlavní měrou zapojila do založení a rozvoje poutních tradic na Górze Św. Anny. Nejprve zde byl Poutní dům a hostinec „Gräflisches Gast Haus“ (Karczma Grabiowska), jak je uvedeno i na pamětní desce.
Muzeum vystavuje v deseti místnostech sbírku předmětů souvisejících se Svatým Křížem a stalo se tak prvním muzeem tohoto typu na světě. K vidění jsou např. vyobrazení křížové cesty, sochy a obrazy zobrazující výjevy ukřižování Ježíše Krista, obrazy arma Christi a světců katolické církve s atributem kříže. Je zde také nachází Síň tisíce křížů s krucifixy různých vyznání, Komnata svaté Anny, devocionálie, ornáty, tiskoviny, poutnické hole aj. Muzeum je pobočkou muzea Muzeum Sztuki Sakralnej w Ligocie Dolnej.

## Další informace
Muzeum je přístupné jen v době otevření a vstup je zpoplatněn. Ve zbytku části budovy je kavárna/restaurace.

## Galerie

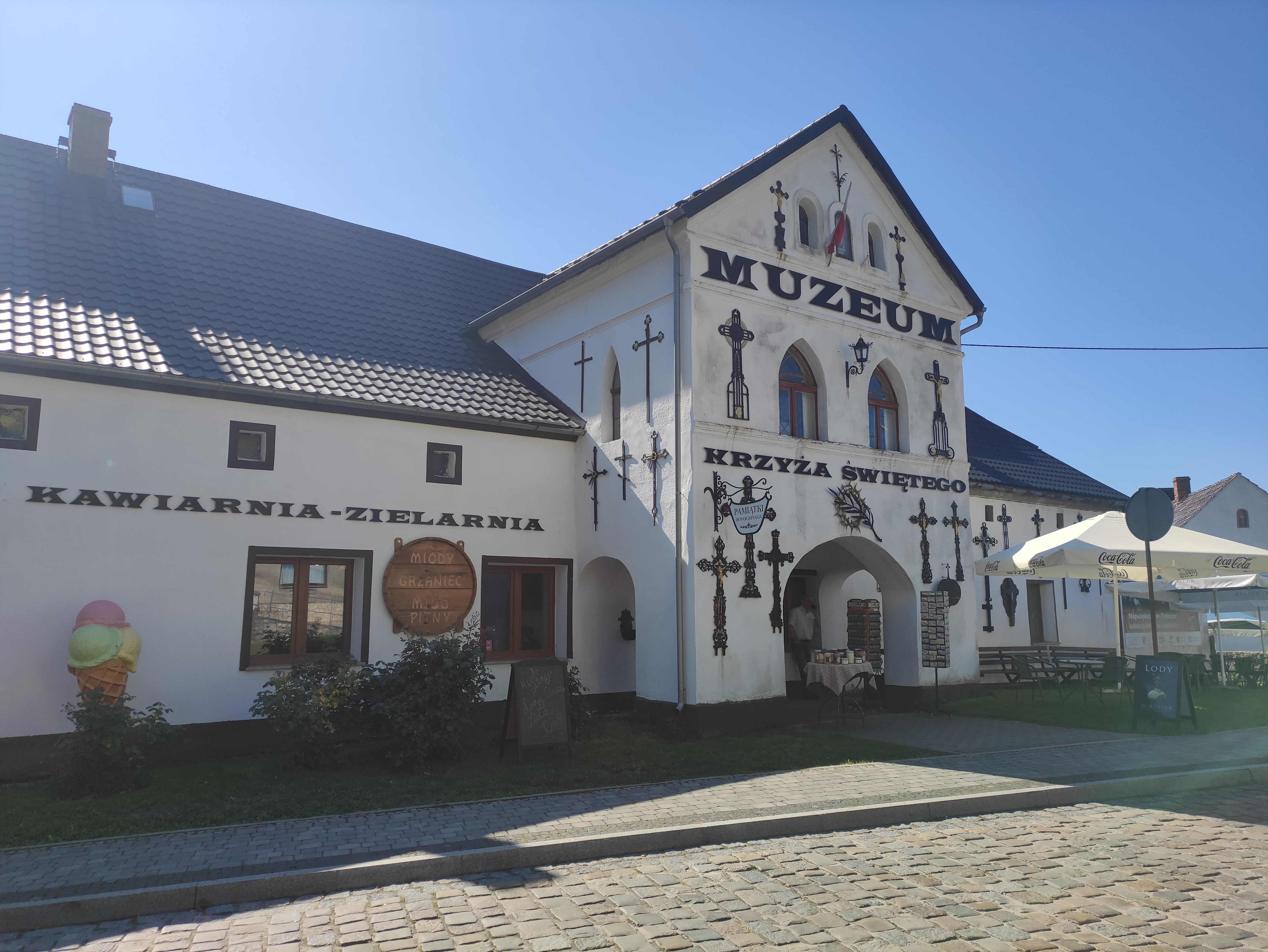
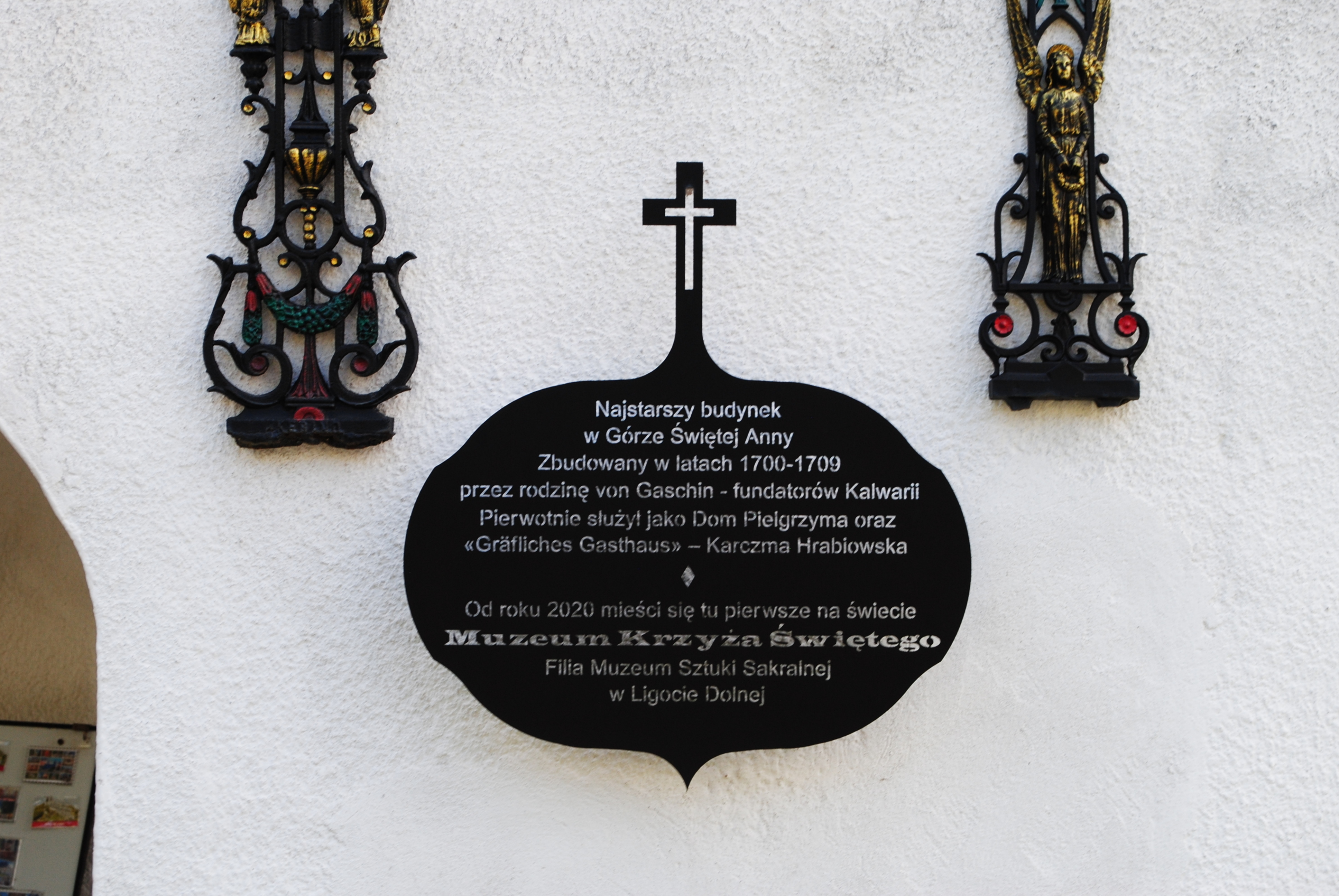